# Хикама
Хикама, или Пахиризус вырезной (лат. Pachyrhizus erosus) — травянистая лиана семейства Бобовые, происходящая из Мексики и Центральной Америки, культивируемая ради крупного съедобного корнеплода.

## История
В 1553 году впервые упоминается в литературе — в книге «Хроника Перу» Педро Сьесы де Леона:

Во всех краях этих Пастос родится мало маиса, но хорошая плодовитость у скота, особенно у свиней, поскольку их плодится очень много. В той земле хороший урожай ячменя, картофеля [papas] и клубней [jiquimas], и много вкусной смородины, и других плодов, о которых я уже рассказывал.— Сьеса де Леон, Педро. Хроника Перу. Часть Первая. Глава XXXIII.

## Описание
Её высота может достигать 4—5 м, при наличии подходящей опоры. Длина корня может достигать 2 м, а масса — 20 кг. Кора корня жёлтая и тонкая. Внутренность корнеплода сливочно-белого цвета и имеет хрустящую структуру, напоминающую сырой картофель или грушу. Она имеет сладкий запах, отдалённо напоминающий яблочный. Корнеплод едят обычно сырым, иногда с солью, лимонным или лаймовым соком, и порошкообразным горьким красным перцем, а также варят в супах.
Бобы и побеги хикамы содержат токсин — ротенон — и в пищу не употребляются, однако могут быть использованы в качестве яда для рыб и насекомых.
Корнеплод хикамы состоит на 86—90 % из воды, содержит высокое количество клетчатки и только следы белков и липидов. Сладкий вкус придают ему инулин и фруктоза.
До недавних пор хикама культивировалась только в странах американского континента, но в настоящее время распространилась в Китае и странах Юго-Восточной Азии.